# Черноскулов, Альсим Леонидович
Альси́м Леонидович Черноскулов (род. 11 мая 1983, Кипель, Курганская область) — российский самбист, многократный чемпион России, Европы и мира, чемпион Европейских игр 2015 года, Заслуженный мастер спорта России, майор
 войск национальной гвардии Российской Федерации.

## Биография
Альсим Леонидович Черноскулов родился 11 мая 1983 года в семье участкового уполномоченного милиции в селе Кипель Кипельского сельсовета Юргамышского района Курганской области.
Начал заниматься спортом с пятилетнего возраста под руководством отца, кандидата в мастера спорта по самбо, Леонида Сергеевича Черноскулова. За время учёбы в школе становился серебряным призёром первенства России, победителем Всероссийских турниров, неоднократным победителем областных и городских соревнований в Курганской области. В 1998 году стал победителем среди юношей на Всероссийском турнире по самбо на приз Юрия Васильева в городе Прокопьевске.
В начале 9 класса поступил в Курганское училище олимпийского резерва на базе средней школы № 53, тренировался под руководством тренеров Валерия Глебовича Стенникова и Александра Николаевича Мельникова, в обществе «Динамо». В 1999 году молодой самбист стал вторым на первенстве России среди юношей в своей весовой категории. В 2000 году стал победителем первенства Азии среди юношей.
В 2000 году его тренер Валерий Стенников был приглашён работать в Верхнюю Пышму, в спортклуб «УГМК». Черноскулов переехал вслед за ним и с тех пор борется в Свердловской области.
В 2001 году был призван на воинскую службу во внутренние войска Министерства внутренних дел Российской Федерации.
Окончил Уральский федеральный университет, институт физической культуры, спорта и молодёжной политики
В 2000 году стал пятым на первенстве России среди юношей, в 2001 году — бронзовый призёр. С 2001 по 2003 года победитель первенства России среди молодёжи. В 2001 и 2002 годы победитель первенства Азии среди молодёжи. В 2001 году серебряный призёр и победитель в 2002 и 2003 годы первенства Мира среди юниоров.
В 2003 году стал бронзовым призёром уже на взрослом чемпионате России.
В 2006 году выиграл чемпионат России. В ноябре 2006 года завоевал «серебро» чемпионата мира в Софии (Болгария).
На чемпионате России 2007 в Кстово стал победителем в категории до 90 кг.
В 2009 году стал чемпионом мира.
Член Экспертного совета Благотворительного фонда «Свои дети».
В 2018 году майор А. Л. Черноскулов в составе сборной внутренних войск стал обладателем Кубка Президента России, который впервые проводился как турнир среди команд различных силовых ведомств.

## Достижения
- Победитель молодёжного первенства мира — 2002, 2003;
- Чемпион Азиатской части России — 2005;
- Вице-чемпион Азии — 2005;
- Чемпион мира среди звезд — 2005;
- Чемпион внутренних войск Министерства внутренних дел Российской Федерации — 2005.
- Чемпионат России по самбо 2003 года — ;
- Чемпионат России по самбо 2006 года — ;
- Чемпионат России по самбо 2007 года — ;
- Чемпионат России по самбо 2008 года — ;
- Чемпионат России по самбо 2009 года — ;
- Чемпионат России по самбо 2010 года — ;
- Чемпионат России по самбо 2011 года — ;
- Чемпионат России по самбо 2012 года — ;
- Чемпионат России по самбо 2013 года — ;
- Чемпионат России по самбо 2014 года — ;
- Чемпионат России по самбо 2015 года — ;
- Чемпионат России по самбо 2017 года — ;
- Чемпионат России по самбо 2018 года — ;
- Чемпионат России по самбо 2019 года — ;
- Чемпионат России по самбо 2020 года — ;

## Награды
- Медаль ордена «За заслуги перед Отечеством» I степени (8 ноября 2023 года) — за большие заслуги в развитии и популяризации самбо в Российской Федерации, многолетнюю добросовестную работу[8]
- Медаль ордена «За заслуги перед Отечеством» II степени (2 июля 2015 года)[9]

## Спортивные звания
- Звание «Мастер спорта России» по борьбе самбо, 2000 год.
- Звание «Мастер спорта России международного класса» по борьбе самбо, 2002 год.
- Звание «Мастер спорта России» по борьбе дзюдо, в 2004 году.

## Почётные спортивные звания
- Звание «Заслуженный мастер спорта России»

## Интересные факты
Леониду Сергеевичу Черноскулову очень нравится баллада В. А. Жуковского «Алина и Альсим». Он назвал сына — Альсимом, а дочь — Алиной (она мастер спорта России по самбо). У Альсима также есть брат Евгений и сёстры Елена и Арина.
Дед, Сергей Афанасьевич Черноскулов — участник Великой Отечественной войны. 